# Championnat d'Irlande du Nord de football de deuxième division
 (janvier 2025).
Le Northern Ireland Football League Championship, abrégé NIFL Championship, est le championnat qui constitue le deuxième échelon de la structure du football nord-irlandais. Crée en 1951, il permet depuis 1995 une promotion directe en Premiership pour le champion. Il est organisé par la Ligue d'Irlande du Nord de football (NIFL).

## Histoire
Le Championship nord-irlandais est fondé en 1951 sous le nom de Irish League B Division. Le championnat ne propose à l'origine pas de promotion directe en Premiership et c'est via des élections entre clubs que se décidaient les seuls changements de championnat. Des équipes réserves participent d'ailleurs aux premières saisons et en remportent même deux (1958 et 1959). À partir de la saison 1974-1975, le championnat est divisé d'abord géographiquement entre clubs du Sud et clubs du Nord (avec une finale entre vainqueurs en 1975 et 1976), puis en deux sous-divisions nommées Championship 1 et 2. Ces deux divisions sont connectées par un système de promotion/relégation mais ne permettent toujours pas d'accéder au Premiership.
La saison 1995-1996 est la première sous le nom de First Division et permet pour la première fois pour l'équipe championne d'être promue. Le Coleraine FC est le premier champion de deuxième division à accéder au Premiership via promotion. Des playoffs de promotion/relégation sont introduits dès la saison suivante.
En 2008, le championnat adopte son nom actuel de Championship. En 2015, après plusieurs changements de nom et de structure depuis sa création en 1977, le Championship 2 disparaît définitivement. La nouvelle troisième division, totalement amateure, est la Premier Intermediate League (en).

## Clubs participants à l'édition 2024-2025
| Club                                  | Ville représentée | Classement 2023-2024 | Stade                           | Capacité théorique |
| ------------------------------------- | ----------------- | -------------------- | ------------------------------- | ------------------ |
| Newry City                            | Newry             | 12e de D1            | The Showgrounds                 | 2 822              |
| Institute Football Club               | Londonderry       | 2e                   | Ryan McBride Brandywell Stadium | 7 000              |
| Bangor Football Club                  | Bangor            | 3e                   | Bangor Fuels Arena              | 1 895              |
| Annagh United Football Club           | Portadown         | 4e                   | BMG Arena                       | 1 250              |
| Dundela Football Club                 | Belfast           | 5e                   | Wilgar Park                     | 2 500              |
| Harland & Wolff Welders Football Club | Belfast           | 6e                   | Blanchflower Stadium            | 3 000              |
| Ballyclare Comrades Football Club     | Ballyclare        | 7e                   | Dixon Park                      | 5 333              |
| Newington Football Club               | Larne             | 8e                   | Inver Park                      | 3 000              |
| Ballinamallard United Football Club   | Ballinamallard    | 9e                   | Ferney Park                     | 2 000              |
| Ards Football Club                    | Bangor            | 10e                  | Bangor Fuels Arena              | 1 895              |
| Limavady United Football Club         | Limavady          | 1er de D3            | The Showgrounds                 | 1 500              |
| Armagh City Football Club             | Armagh            | 2e de D3             | Holm Park                       | 3 000              |

## Palmarès
En gras, les clubs promus en première division.
| Saison    | Champion                              | Notes |
| --------- | ------------------------------------- | --- |
| 1951-1952 | Linfield Swifts                       | |
| 1952-1953 | Linfield Swifts (2)                   | |
| 1953-1954 | Cliftonville Olympic                  | |
| 1954-1955 | Larne FC                              | |
| 1955-1956 | Banbridge Town                        | |
| 1956-1957 | Larne FC (2)                          | |
| 1957-1958 | Ards FC rés.                          | |
| 1958-1959 | Glentoran FC rés.                     | |
| 1959-1960 | Newry Town                            | |
| 1960-1961 | Ballyclare Comrades                   | |
| 1961-1962 | Carrick Rangers                       | |
| 1962-1963 | Ballyclare Comrades (2)               | |
| 1963-1964 | Larne FC (3)                          | |
| 1964-1965 | Larne FC (4)                          | |
| 1965-1966 | Larne FC (5)                          | |
| 1966-1967 | Larne FC (6)                          | |
| 1967-1968 | Dundela FC                            | |
| 1968-1969 | Larne FC (7)                          | |
| 1969-1970 | Larne FC (8)                          | |
| 1970-1971 | Larne FC (9)                          | |
| 1971-1972 | Larne FC (10)                         | Larne est élu pour remplacer Derry City en première division.                                                              |
| 1972-1973 | Carrick Rangers (2)                   | |
| 1973-1974 | Ballyclare Comrades (3)               | |
| 1974-1975 | Carrick Rangers (3)                   | Le champion est déterminé après une finale entre les vainqueurs des groupes Nord et Sud.                                   |
| 1975-1976 | Linfield Swifts (3)                   | Le champion est déterminé après une finale entre les vainqueurs des groupes Nord et Sud.                                   |
| 1976-1977 | Carrick Rangers (4) et Dundela FC (2) | Pas de finale entre les vainqueurs des groupes, le trophée est partagé.                                                    |
| 1977-1978 | Ballyclare Comrades (4)               | |
| 1978-1979 | Carrick Rangers (5)                   | |
| 1979-1980 | Ballyclare Comrades (5)               | |
| 1980-1981 | Newry Town (2)                        | |
| 1981-1982 | Dundela FC (3)                        | |
| 1982-1983 | Carrick Rangers (6)                   | Newry Town est également élu dans le cadre d'un élargissement de la première division.                                     |
| 1983-1984 | Limavady United                       | |
| 1984-1985 | Chimney Corner                        | |
| 1985-1986 | Dundela FC (4)                        | |
| 1986-1987 | RUC FC                                | |
| 1987-1988 | Dundela FC (5)                        | |
| 1988-1989 | Ballyclare Comrades (6)               | |
| 1989-1990 | Dundela FC (6)                        | Ballyclare Comrades et Omagh Town sont élus pour être promus dans le cadre d'un élargissement de la première division.     |
| 1990-1991 | Dundela FC (7)                        | |
| 1991-1992 | Dundela FC (8)                        | |
| 1992-1993 | Limavady United (2)                   | |
| 1993-1994 | Dundela FC (9)                        | |
| 1994-1995 | Loughgall FC                          | |
| 1995-1996 | Coleraine FC                          | Première saison sous le nom de First Division, et première saison avec une promotion automatique pour le vainqueur.        |
| 1996-1997 | Ballymena United                      | Omagh Town est également promu via les play-offs de promotion.                                                             |
| 1997-1998 | Newry Town (3)                        | |
| 1998-1999 | Lisburn Distillery                    | |
| 1999-2000 | Omagh Town                            | |
| 2000-2001 | Ards FC                               | |
| 2001-2002 | Lisburn Distillery (2)                | L'Institute FC est également promu via les play-offs de promotion.                                                         |
| 2002-2003 | Dungannon Swifts                      | Ballymena United, Limavady United et Larne sont également promus dans le cadre d'un élargissement de la première division. |
| 2003-2004 | Loughgall FC (2)                      | |
| 2004-2005 | Armagh City                           | Le Glenavon FC est également promu via les play-offs de promotion.                                                         |
| 2005-2006 | Crusaders FC                          | Le Donegal Celtic FC est également promu via les play-offs de promotion.                                                   |
| 2006-2007 | Institute FC                          | |
| 2007-2008 | Loughgall FC (3)                      | Loughgall n'est pas promu faute de licence pour jouer en première division. Le Bangor FC est promu à la place.             |
| 2008-2009 | Portadown FC                          | Première saison sous le nom de Championship.                                                                               |
| 2009-2010 | Loughgall FC (4)                      | Loughgall n'est pas promu faute de licence pour jouer en première division. Le Donegal Celtic FC est promu à la place.     |
| 2010-2011 | Carrick Rangers (7)                   | |
| 2011-2012 | Ballinamallard United                 | |
| 2012-2013 | Ards FC (2)                           | Warrenpoint Town est également promu via les play-offs de promotion.                                                       |
| 2013-2014 | Institute FC (2)                      | |
| 2014-2015 | Carrick Rangers (8)                   | |
| 2015-2016 | Ards FC (3)                           | |
| 2016-2017 | Warrenpoint Town                      | |
| 2017-2018 | Institute FC (3)                      | Newry City est également promu via les play-offs de promotion.                                                             |
| 2018-2019 | Larne FC (11)                         | Le Carrick Rangers FC est également promu via les play-offs de promotion.                                                  |
| 2019-2020 | Portadown FC (2)                      | |
| 2020-2021 | Pas de vainqueur                      | La saison est complètement annulée en raison de la pandémie de Covid-19 au Royaume-Uni.                                    |
| 2021-2022 | Newry City                            | |
| 2022-2023 | Loughgall FC (3)                      | |
| 2023-2024 | Portadown FC (3)                      | |
| 2024-2025 | Bangor FC                             | |